# TuS Essen-West
Maillots
Dernière mise à jour : 13 avril 2011.
Le TuS Essen-West 1881 est un club allemand de football localisé dans le district d'Holsterhausen à Essen, dans le bassin industriel de Ruhr, en Rhénanie du Nord/Westphalie.

## Histoire (football)
Le club fut créé en juin 1881 sous la dénomination de TV 1881 Altendorf.
Le 13 septembre 1919, le club fusionna avec le Spielverein Essen-West (ssu d’une fusion en 1911 entre le Ball-SV Borussia Essen-West et le SK Hohenzollern Essen-West) pour former le TSV Essen-West.
En 1923, à la suite de la Reinlichen Scheidung, le TSV Essen-West se scinda. Les gymnastes formèrent le Turn Verein Essen-West ou TV Essen-West alors que les autres sports principalement le Football composèrent le Turn-und Spielverein Essen-West ou TuS Essen-West.
En 1930 apparut le BV Germania Essen-West. Puis en 1933, selon les désirs des dirigeants nazis, le TuS Essen-West fusionna avec le TV Essen-West. 
Entre 1943 et 1945, le TuS Essen-West forma une association de guerre (en Allemand: Kriegspielgemeinschaft – KSG) avec le Kruppschen TG Essen pour jouer sous le nom de KSG Essen-West.
En 1945, le club fut dissous par les Alliés, comme tous les clubs et associations allemands (voir Directive n°23). Il fut rapidement reconstitué.
En 1949, le TuS Essen-West accéda à la Landesliga Niederrhein et s’y classa 4e. Cela permit au club de se qualifier pour monter en 2. Oberliga West, une ligue créée la saison précédente et située au 2e niveau de la hiérarchie.
En 1952, alors que la 2. Oberliga West était ramenée de 2 à 1 série, le club descendit en Landesliga Niederrhein. Trois ans plus tard, il fut relégué en Bezirksliga.
Dans le courant des années 1960, le TuS Essen-West rejoua en Landesliga Niederrhein qui était alors au 4e niveau. Il joua plusieurs fois à l’ascenseur entre les 4e et 5e étage de la pyramide du football allemand.
En fait, le TuS Essen-West n’approcha plus jamais les plus hautes ligues régionales.
En 2010-2011, le TuS Essen-West évolue en Kreisliga A Niederrhein, Essen Nord-West, soit au 9e niveau de la hiérarchie de la DFB. Jouant les premiers rôles, le club pourrait monter en Bezirksliga.